# EDDM3B
EDDM3B (англ. Epididymal protein 3B) – білок, який кодується однойменним геном, розташованим у людей на 14-й хромосомі. Довжина поліпептидного ланцюга білка становить 147 амінокислот, а молекулярна маса — 17 584.
| 10         |  | 20         |  | 30         |  | 40         |  | 50         |
| ---------- |  | ---------- |  | ---------- |  | ---------- |  | ---------- |
| MASSLKIWGT |  | LLALLCILCT |  | LLVQSKEVSW |  | REFMKQHYLS |  | PSREFREYKC |
| DVLMRENEAL |  | KDKSSHMFIY |  | ISWYKIEHIC |  | TSDNWMDRFR |  | NAYVWVQNPL |
| KVLKCHQENS |  | KNSYTESRSF |  | NYIEFHCSMD |  | GYVDSIEDLK |  | MVEPIGN    |

A: Аланін

C: Цистеїн

D: Аспарагінова кислота

E: Глутамінова кислота

F: Фенілаланін

G: Гліцин

H: Гістидин

I: Ізолейцин

K: Лізин

L: Лейцин

M: Метіонін

N: Аспарагін

P: Пролін

Q: Глутамін

R: Аргінін

S: Серин

T: Треонін

V: Валін

W: Триптофан

Секретований назовні.